# Bhawanipur (Siraha)
Bhawanipur (nepalski: भवानीपुर, trl. Bhavānīpur, trb. Bhawanipur) – gaun wikas samiti we wschodniej części Nepalu w strefie Sagarmatha w dystrykcie Siraha. Według nepalskiego spisu powszechnego z 2001 roku liczył on 888 gospodarstw domowych i 5281 mieszkańców (2529 kobiet i 2752 mężczyzn).